# Doppelverhältnis

Beispiele von Doppelverhältnissen (sind die zugehörigen Teilverhältnisse).
Das 3. Beispiel zeigt 4 harmonisch liegende Punkte, siehe harmonische Teilung.

Das Doppelverhältnis ist in der Geometrie im einfachsten Fall das Verhältnis zweier Teilverhältnisse. Wird zum Beispiel die Strecke {\displaystyle \left[AB\right]} sowohl durch einen Punkt {\displaystyle S} als auch durch einen Punkt {\displaystyle T} in jeweils zwei Teilstrecken {\displaystyle \left[AS\right]} und {\displaystyle \left[SB\right]} bzw. {\displaystyle \left[AT\right]} und {\displaystyle \left[TB\right]} (s. erstes Beispiel) geteilt, so ist das Verhältnis {\displaystyle {\tfrac {|AS|}{|SB|}}:{\tfrac {|AT|}{|TB|}}} das (affine) Doppelverhältnis, in dem die Teilpunkte {\displaystyle S,T} die gegebene Strecke {\displaystyle \left[AB\right]} teilen. Die große Bedeutung erhält das Doppelverhältnis als Invariante bei Zentralprojektionen, denn das anschaulichere Teilverhältnis ist zwar invariant unter Parallelprojektionen, aber nicht unter Zentralprojektionen.
Eine Verallgemeinerung führt zur Definition des Doppelverhältnisses für Punkte einer projektiven Gerade (das heißt, einer affinen Geraden, der ein Fernpunkt hinzugefügt wird).
Ein besonderer Fall liegt vor, wenn das Doppelverhältnis den Wert −1 annimmt. In diesem Fall spricht man von einer harmonischen Teilung der Strecke {\displaystyle \left[AB\right]} durch das Punktepaar {\displaystyle S,T} und sagt, {\displaystyle A,B,S,T} liegen harmonisch.
Während man das Teilverhältnis dreier Punkte noch gut an der Lage der Punkte abschätzen kann, ist dies für das Doppelverhältnis fast unmöglich. Das Doppelverhältnis hat in der analytischen und projektiven Geometrie hauptsächlich theoretische Bedeutung (Invariante bei projektiven Kollineationen). In der Darstellenden Geometrie allerdings wird es (ohne Rechnung) zur Rekonstruktion ebener Figuren verwendet.

## Affines Doppelverhältnis

Zur Parameterdarstellung einer Geraden

Eine Gerade im affinen Raum {\displaystyle \mathbb {R} ^{n}} lässt sich mit zwei fest gewählten Vektoren {\displaystyle {\vec {u}},{\vec {v}}} durch
{\displaystyle g\colon {\vec {x}}={\vec {u}}+x{\vec {v}},\ x\in \mathbb {R} }
parametrisieren.
Für vier Punkte {\displaystyle A,B,S,T} einer Geraden {\displaystyle g\colon {\vec {x}}={\vec {u}}+x{\vec {v}}} seien {\displaystyle a,b,s,t} die Parameter bezüglich der Parameterdarstellung der Geraden {\displaystyle g}. Dann heißt das Verhältnis der Teilverhältnisse {\displaystyle (A,B;S),(A,B;T)}
{\displaystyle (A,B;S,T)_{a}:=(A,B;S):(A,B;T)={\frac {s-a}{b-s}}:{\frac {t-a}{b-t}}}
das affine Doppelverhältnis der Punkte {\displaystyle A,B,S,T}.

### Eigenschaften
Liegen beide Teilpunkte {\displaystyle S,T} zwischen {\displaystyle A,B} (innere Teilungen) oder beide außerhalb, so ist das Doppelverhältnis positiv, in den anderen Fällen (ein Teilpunkt innen, der andere außen) ist das Doppelverhältnis negativ.

### Harmonischer Punkt
Ist das Doppelverhältnis {\displaystyle -1}, so sagt man, {\displaystyle A,B,S,T} liegen harmonisch. Siehe Harmonische Teilung.

### Beispiele
Haben {\displaystyle A,B} die Parameter {\displaystyle a=0,b=1}, so ist
{\displaystyle (A,B;S,T)_{a}={\tfrac {s}{1-s}}:{\tfrac {t}{1-t}}}.
1. Für {\displaystyle s=1/3,t=3/4} ist das Doppelverhältnis {\displaystyle (A,B;S,T)=1/6} (siehe Bild in der Einleitung).
2. Liegen {\displaystyle A,B,S,T} harmonisch, so gilt: {\displaystyle {\tfrac {1}{2}}({\tfrac {1}{s}}+{\tfrac {1}{t}})=1}, d. h., das harmonische Mittel der Zahlen {\displaystyle s,t} ist {\displaystyle 1}.

## Doppelverhältnis
Das „normale“ Doppelverhältnis wird für vier Punkte auf einer projektiven Gerade erklärt.

### Projektive Gerade

Projektive Gerade: homogene (oben) und inhomogene (unten) Koordinaten

Eine projektive Gerade {\displaystyle P^{1}K} über einem Körper {\displaystyle K} ist die Menge der eindimensionalen Unterräume in einem zweidimensionalen {\displaystyle K}-Vektorraum. Nach Wahl einer Basis {\displaystyle {\vec {u}},{\vec {v}}} sind die Punkte der projektiven Geraden dann durch homogene Koordinaten {\displaystyle (x:y)} mit {\displaystyle (x,y)\in K^{2}\setminus \left\{(0,0)\right\}} gegeben, wobei der Punkt mit homogenen Koordinaten {\displaystyle (x:y)} dem eindimensionalen Unterraum
- {\displaystyle \langle x{\vec {u}}+y{\vec {v}}\rangle ,\ (x,y)\neq (0,0)}

entspricht und demzufolge
{\displaystyle (x:y)=(\lambda x:\lambda y)} für alle {\displaystyle \lambda \in K\setminus \left\{0\right\}} ist. Man kann die projektive Gerade {\displaystyle P^{1}K} auch mit {\displaystyle K\cup \left\{\infty \right\}} identifizieren, dabei werden homogene Koordinaten in inhomogene Koordinaten übergeführt: {\displaystyle (x:1)} entspricht dem Punkt {\displaystyle x} und {\displaystyle (1:0)} dem Punkt {\displaystyle \infty }.

### Das Doppelverhältnis
Für vier Punkte {\displaystyle A,B,S,T} einer projektiven Geraden {\displaystyle g} mit den zugehörigen homogenen Koordinaten {\displaystyle (a_{1}:a_{2}),(b_{1}:b_{2}),(s_{1}:s_{2}),(t_{1}:t_{2})} heißt
- {\displaystyle (A,B;S,T):={\frac {\begin{vmatrix}s_{1}&a_{1}\\s_{2}&a_{2}\end{vmatrix}}{\begin{vmatrix}b_{1}&s_{1}\\b_{2}&s_{2}\end{vmatrix}}}:{\frac {\begin{vmatrix}t_{1}&a_{1}\\t_{2}&a_{2}\end{vmatrix}}{\begin{vmatrix}b_{1}&t_{1}\\b_{2}&t_{2}\end{vmatrix}}}={\frac {s_{1}a_{2}-s_{2}a_{1}}{b_{1}s_{2}-b_{2}s_{1}}}:{\frac {t_{1}a_{2}-t_{2}a_{1}}{b_{1}t_{2}-b_{2}t_{1}}}}

das Doppelverhältnis von {\displaystyle A,B,S,T}.
Eigenschaften des Doppelverhältnisses:
1. {\displaystyle (B,A;S,T)={\tfrac {1}{(A,B;S,T)}}} (Vertauschen von {\displaystyle A,B})
2. {\displaystyle (A,B;T,S)={\tfrac {1}{(A,B;S,T)}}} (Vertauschen von {\displaystyle S,T})
3. {\displaystyle (B,A;T,S)=(A,B;S,T)}
4. {\displaystyle (S,T;A,B)=(A,B;S,T)}
5. Das Doppelverhältnis ist gegenüber einem Basiswechsel invariant (siehe Regeln für Determinanten).
6. Sind die vier Punkte vom Fernpunkt {\displaystyle \infty } verschieden, lassen sie sich mit homogenen Koordinaten so beschreiben, dass {\displaystyle a_{2}=b_{2}=s_{2}=t_{2}=1} ist. In diesem Fall ergibt sich das (affine) Doppelverhältnis (s. o.)

Invarianz des Doppelverhältnisses bei Zentralprojektion

{\displaystyle (A,B;S,T)={\tfrac {s_{1}-a_{1}}{b_{1}-s_{1}}}:{\tfrac {t_{1}-a_{1}}{b_{1}-t_{1}}}\ .}

## Invarianz des Doppelverhältnisses
In einer projektiven Koordinatenebene über einem Körper sind die projektiven Kollineationen diejenigen Kollineationen, die von linearen Abbildungen erzeugt werden. Da bei geeigneter Koordinatisierung vier kollineare Punkte {\displaystyle A,B,C,D} immer so beschrieben werden können, dass
{\displaystyle A=(1:0),\;B=(0:1),\;C=(1:1),\;D=(x:1)}
ist und eine lineare Abbildung den Faktor {\displaystyle x} invariant lässt, bleibt damit auch das Doppelverhältnis {\displaystyle (A,B;C,D)=x} invariant.
In der Darstellenden Geometrie werden Geraden des Raumes mit einer Zentralprojektion in eine Bildtafel projiziert. So eine Zentralprojektion lässt sich zu einer projektiven Kollineation des Raumes fortsetzen und projektive Kollineationen lassen das Doppelverhältnis invariant. Also gilt:
- Das Doppelverhältnis bleibt bei einer Zentralprojektion invariant. (s. Bild: Der Wechsel der Projektionsfläche von {\displaystyle g} zu {\displaystyle h} führt zum gleichen Doppelverhältnis)

## Doppelverhältnis von 4 kopunktalen Geraden

Zum Berechnen des Doppelverhältnisses mit Winkel

Wegen der Invarianz des Doppelverhältnisses bei Zentralprojektion lässt es sich auch für vier in einer Ebene liegende kopunktale Geraden erklären:
- Das Doppelverhältnis von vier kopunktalen Geraden einer Ebene ist das Doppelverhältnis der vier Punkte {\displaystyle A,B,C,D} einer die 4 Geraden schneidenden Geraden (s. Bild).

Da der Betrag einer (2 × 2)-Determinante gleich dem doppelten Flächeninhalt des Dreiecks, das von den Spaltenvektoren aufgespannt wird, ist und der Flächeninhalt eines Dreiecks durch {\displaystyle {\tfrac {1}{2}}ab\sin \gamma } ({\displaystyle a,b} sind Seiten des Dreiecks und {\displaystyle \gamma } der eingeschlossenen Winkel, siehe Dreiecksfläche) ausgedrückt werden kann, lässt sich das Doppelverhältnis auch wie folgt beschreiben:
- {\displaystyle (A,B;C,D)={\frac {\sin(CZA)}{\sin(CZB)}}:{\frac {\sin(DZA)}{\sin(DZB)}}={\frac {\sin(\alpha +\beta )}{\sin \beta }}:{\frac {\sin(\alpha +\beta +\gamma )}{\sin(\beta +\gamma )}}} (siehe Bild).

(Die Seitenlängen kürzen sich alle heraus!)

## Projektive Geometrie
In einem projektiven Raum kann das Doppelverhältnis aus den projektiven Koordinaten der vier kollinearen Punkte berechnet werden, dabei ist es von der speziellen Wahl des Koordinatensystems unabhängig. Umgekehrt können projektive Koordinaten als Doppelverhältnisse aufgefasst werden. → Siehe dazu Projektives Koordinatensystem.
Das Doppelverhältnis ist eine Invariante jeder projektiven Abbildung, d. h., es behält bei Anwendung einer solchen Abbildung seinen Wert. Diese Eigenschaft kann als kennzeichnendes Merkmal der projektiven Geometrie angesehen werden. Siehe dazu: Erlanger Programm.
Diese Zusammenhänge waren schon im Altertum bekannt und finden sich z. B. bei Pappos. Sie sind der entscheidende Grund dafür, dass der Begriff Doppelverhältnis überhaupt entwickelt wurde.
Eine Verallgemeinerung des Doppelverhältnis in der projektiven Geometrie ist das Tripelverhältnis.

## Doppelverhältnis und hyperbolischer Abstand
Die reelle projektive Gerade ist der Rand im Unendlichen der hyperbolischen Ebene. Der hyperbolische Abstand lässt sich aus dem Doppelverhältnis rekonstruieren wie folgt.
Für zwei Punkte {\displaystyle A} und {\displaystyle B} der hyperbolischen Ebene sei {\displaystyle \gamma } die (eindeutig bestimmte) durch diese beiden Punkte verlaufende Geodätische und {\displaystyle x,y} seien deren Endpunkte im Unendlichen. Seien {\displaystyle C_{x},C_{y}} die durch {\displaystyle A} bzw. {\displaystyle B} verlaufenden Horosphären mit Mittelpunkt {\displaystyle x,y} und seien {\displaystyle z,t} die Mittelpunkte der beiden zu {\displaystyle C_{x}} und {\displaystyle C_{y}} tangentialen Horosphären. Dann kann der hyperbolische Abstand berechnet werden durch
{\displaystyle d_{hyp}(A,B)=\log(x,y;z,t)}.
Umgekehrt kann das Doppelverhältnis aus dem hyperbolischen Abstand rekonstruiert werden durch die Formel
{\displaystyle (x,y;z,t)=\lim _{(A,B,A^{\prime },B^{\prime })\to (x,y,z,t)}\exp {\frac {1}{2}}\left\{d_{hyp}(A,B)+d_{hyp}(A^{\prime },B^{\prime })-d_{hyp}(A,B^{\prime })-d_{hyp}(B,A^{\prime })\right\},}
wobei die Konvergenz {\displaystyle A\to x,B\to y,A^{\prime }\to z,B^{\prime }\to t} entlang einer Geodätischen erfolgt.
Diese Formel erlaubt eine direkte Verallgemeinerung des Doppelverhältnisses für 4-Tupel von Punkten im Unendlichen eines beliebigen CAT(-1)-Raumes, insbesondere einer Hadamard-Mannigfaltigkeit negativer Schnittkrümmung.

## Geschichte
Das Doppelverhältnis und seine Invarianz unter Projektivitäten wurde in der Antike von Pappos verwendet und um 1640 von Desargues wiederentdeckt. Es wurde zu einem Standardwerkzeug in der Blüte der projektiven Geometrie im 19. Jahrhundert. Cayley benutzte es 1859 in Sixth memoir on quantics zur Definition einer Metrik in der projektiven Geometrie, siehe Hilbert-Metrik. Felix Klein bemerkte 1871 in Ueber die sogenannte Nicht-Euclidische Geometrie, dass man auf diese Weise die hyperbolische Metrik der Kreisscheibe erhält, siehe Beltrami-Klein-Modell.